# Stara Wieś (Miechów)
Pour les articles homonymes, voir Stara Wieś.
Stara Wieś est une localité polonaise de la gmina de Książ Wielki, située dans le powiat de Miechów en voïvodie de Petite-Pologne.